# Theo Walcott
Theo Walcott, född 16 mars 1989 i London, är en engelsk före detta professionell fotbollsspelare som spelade som anfallare.

## Klubbkarriär
Theo Walcott värvades till Arsenal från sin moderklubb Southampton FC under transferfönstret i januari 2006. Han skrev proffskontrakt med klubben på sin 17-årsdag i mars samma år. Övergångssumman var 5 miljoner pund exklusive bonusar. Debuten i Arsenaltröjan kom den 19 augusti säsongen därpå då han byttes in i en 1-1-match mot Aston Villa. Hans första mål för Arsenal kom den 25 februari 2007 mot Chelsea i finalen av Engelska Ligacupen. Arsenal förlorade matchen med 2-1.
Säsongen 2013/2014 vann Arsenal FA-cupen och Walcott vann sin första titel med Arsenal efter mer än åtta titellösa år i klubben. Walcott missade dock både semifinalen och finalen grund av en knäskada som han ådrog sig i kvartsfinalen mot Tottenham och som höll honom borta från spel resten av säsongen. Året därpå gjorde Walcott det första målet i en 4-0-seger mot Aston Villa i FA-cupfinalen när Arsenal tog sin andra raka FA-cuptitel i maj 2015. Han spelade fram till matchens enda mål när Arsenal besegrade Chelsea och vann FA Community Shield senare samma år.
Walcott har haft återkommande skadeproblem under hela sin tid i Arsenal. I augusti 2015 skrev Walcott på ett nytt fyraårskontrakt med klubben. Hans lön ska i det nya kontraktet ligga på 140 000 pund i veckan.
Den 17 januari 2018 värvades Walcott av ligakonkurrenten Everton, där han skrev på ett 3,5-årskontrakt. Den 5 oktober 2020 lånades Walcott ut till Southampton på ett låneavtal över säsongen 2020/2021. Den 18 maj 2021 blev Walcott klar för en permanent övergång till Southampton, där han skrev på ett tvåårskontrakt.

## Landslagskarriär
Theo Walcott blev överraskande uttagen till den engelska VM-truppen 2006 av dåvarande förbundskaptenen Sven-Göran Eriksson. Walcott hade då ännu inte hade debuterat i Premier League, och har senare själv medgett att han blev förvånad av uttagningen. Walcott fick inte heller någon speltid i VM. När Fabio Capello tog ut Englands trupp till VM 2010 blev Walcott utelämnad i sista gallringen. I EM 2012 gjorde Walcott inhopp i alla tre gruppspelsmatcher. I gruppspelsmatchen mot Sverige kvitterade han själv till 2-2 och spelade fram till Danny Welbecks 3-2-mål, vilket också blev slutresultatet. Han hoppade in i den 60:e minuten i Englands mållösa kvartsfinal mot Italien, som England senare förlorade efter straffläggning. I januari 2014 ådrog sig Walcott en allvarlig knäskada och var därför inte tillgänglig för VM 2014.

## Meriter

### Klubblag

#### Arsenal
- FA-cupen: 2013/2014, 2014/2015[18]
- FA Community Shield: 2015[18]

### Landslag
Walcott blev den 30 maj 2006 den yngste spelaren i Englands landslag någonsin då han byttes in i en match mot Ungern. Han var då 17 år och 75 dagar gammal. Han är också den yngste spelaren som gjort ett hattrick för England.